# 薰衣草薄霧
〈薰衣草薄霧〉是美國創作歌手泰勒·斯威夫特的一首歌曲，收錄於斯威夫特的第十張錄音室專輯《午夜》，這首歌於 2022 年 11 月 29 日作為專輯的第二首主打單曲發佈到美國當代流行電台。
曲名〈薰衣草薄霧〉指的是戀愛中的狀態。它是帶有嘻哈元素的電子流行和節奏藍調歌曲； 歌詞講述了斯威夫特和她的男友喬·歐文面臨的網路小報，以及關於他們關係的謠言。 歌詞包含情色性，並參考了聖母妓女情結。它在美國《告示牌》百大熱門榜中排名第二，在專輯的主打單曲〈反英雄〉之下，並在其他 15 個國家進入前 10 名。

## 背景及創作

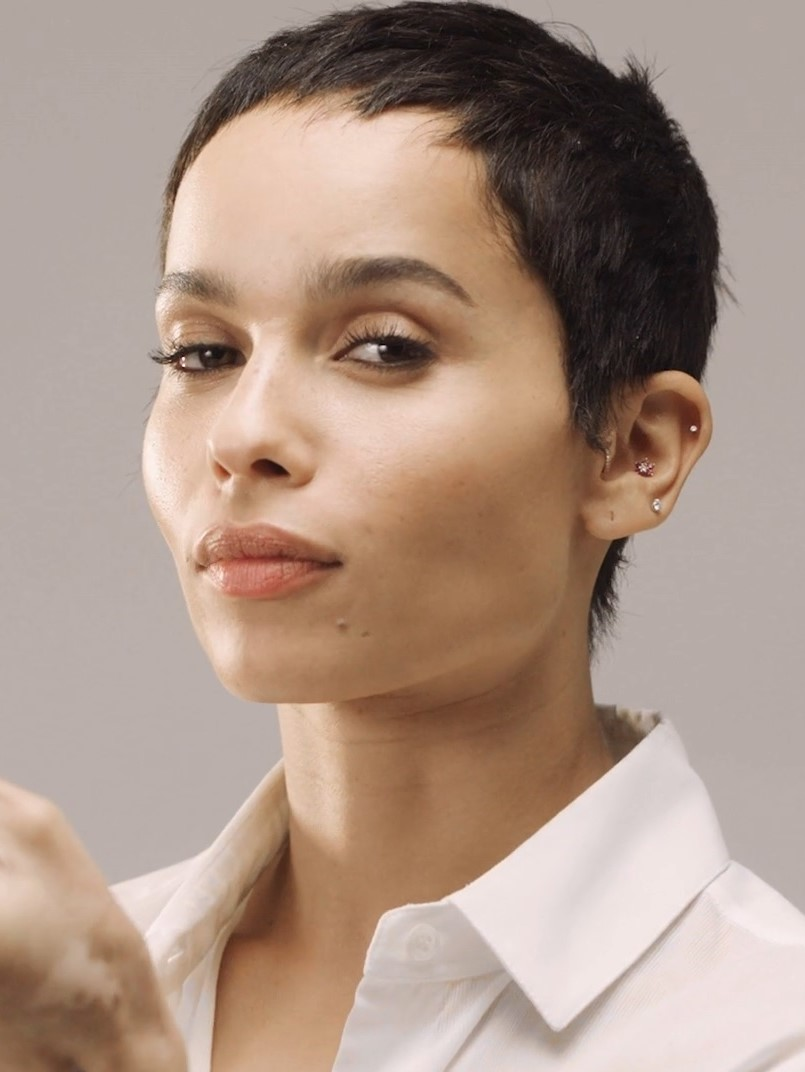
美國女演員兼歌手柔伊·克拉維茲 (Zoë Kravitz) 參與了《薰衣草薄霧》創作。

2022 年 8 月 28 日，泰勒·斯威夫特宣布她的第十張錄音室專輯《午夜》將於於 2022 年 10 月 21 日發行，曲目列表並未立即公佈。傑克·安東諾夫是斯威夫特的長期合作者，自她的第五張錄音室專輯《1989》（2014 年）以來一直與她合作，2022 年 9 月 16 日，斯威夫特在Instagram帳戶上發布了一段名為《The making of Midnights》的視頻，確認他是 《午夜》的製作人 。從 2022 年 9 月 21 日開始，斯威夫特開始通過她在抖音上的短視頻系列以隨機順序公佈曲目列表，名為 《Midnights Mayhem with Me》。 它由 13 集組成，每集都會公布一首曲目的歌名。在 2022 年 10 月 7 日的第九集中，斯威夫特宣布專輯開場曲目的名稱為〈薰衣草薄霧〉。
泰勒絲透露，她在觀看《广告狂人》第 2 季第 12 集時第一次偶然發現了《薰衣草薄霧》(Lavender Haze) 這個詞。然後她對其含義產生了興趣，並發現了它是50年代常用的語句。泰勒絲隨後看到了這種表達方式與她與英國演員喬·歐文間的關係之間的相似之處。泰勒絲解釋說這首歌的靈感特別來自她與歐文的關係。對泰勒絲來說，這個標題意味著｢包羅萬象的愛光」。在她於抖音的節目《Midnights Mayhem with Me》中公開歌曲名稱後，她在她的社交媒體上進一步詳細解釋了歌詞：
就像，如果你身處在薰衣草薄霧中，那就意味著你在那種無處不在的愛光中——我認為那真的很美。我想，理論上，當你處於「薰衣草薄霧」中時，你會做任何事情來留在那裡，而不讓人們將你從那裡帶走。————泰勒絲，於社交媒體上介紹《薰衣草薄霧》
這首歌在 10 月 18 日公開專輯的創作人員名單時脫穎而出，因為它有更多不同的詞曲作者，包括柔伊·克拉維茲，她在於此曲與泰勒絲合作之前已經與其成為好幾年的朋友。節奏藍調音樂家布拉克斯頓·庫克曾是泰勒絲與此曲的共同創作者賈哈恩·斯威特的大學室友，他提供了最終用於歌曲的人聲樣本。 由於他的貢獻，庫克被標記為此曲的製作人之一。 作為這首當時尚未公佈的歌曲的彩蛋，斯威夫特在《午夜》發行時推出了《薰衣草版》，由目標百貨獨家發售。

## 詞曲

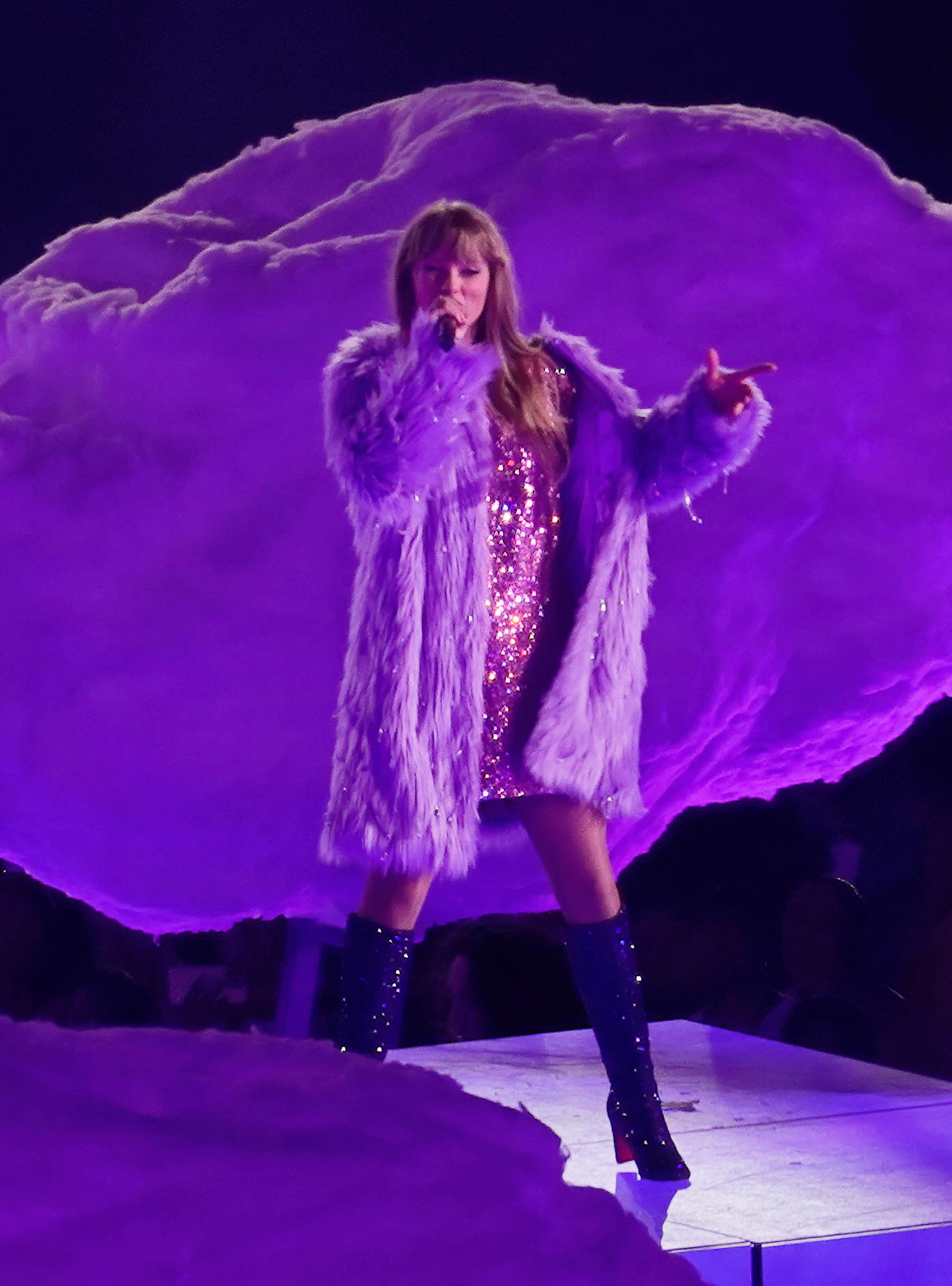
斯威夫特在時代巡迴演唱會上表演《薰衣草薄霧》（2023）。

〈薰衣草薄霧〉是一首受電子嘻哈影響的歡快電子流行歌曲。滾石雜誌的羅伯·薛菲德將其描述為 1990 年代風格的節奏藍調歌曲，而來自綜藝的克里斯·威爾曼將其描述為一首傾向於現代節奏藍調的「情緒-情色」歌曲。 它具有層次分明的人聲和的合成鼓，並具有節奏感的製作，由陰暗的律動、假聲合唱、模塊化合成器和美國女演員兼歌手柔伊·克拉維茲的伴唱驅動。歌詞講述了斯威夫特和她的男友喬·歐文面臨的網路小報及關於他們關係的謠言，並參考了聖母妓女情結。《每日電訊報》的尼爾·麥柯米克注意到整首曲目中「王子般的假聲」，製作人傑克·安東諾夫的「高亢和聲」說明了這一點。 斯威夫特回應了與歐文訂婚和結婚的傳聞，強調這個概念已經過時了。她將圍繞這種關係的問題稱為「令人眼花繚亂」，並補充了歐文對公眾對他們關係的詢問的無視。在歌詞方面，這首歌被與他2017年發行的專輯《舉世盛名》中的〈脆弱〉、〈戰袍〉和〈話都你在說〉比較。

## 評價
《告示牌》將〈薰衣草薄霧〉列為 2022 年最佳歌曲第 69 名。

## 發行及宣傳
〈薰衣草薄霧〉於 2022 年 10 月 21 日通過聯眾唱片發行，作為斯威夫特第十張錄音室專輯《午夜》中的第一首曲目。2022 年 11 月 29 日，這首歌作為專輯的第二首主打單曲在美國當代流行電台發行。

## 商業成績
〈薰衣草薄霧〉在發布後24 小時內於全球Spotify獲得了超過1,640萬次播放，成為該平台歷史上24 小時內播放量第二高的歌曲，僅次於斯威夫特自己的〈反英雄〉。
在美國，〈薰衣草薄霧〉以 4,140萬次播放量、2,800次數字下載量和 240 萬電台播放量空降《告示牌》百大熱門榜第二。 斯威夫特成為第一位同時佔據 Hot 100 前 10 名的藝術家；並首次同時佔據百大熱門榜、串流歌曲榜和數位歌曲榜排行榜前十名。《午夜》也成為歷史上第一張包含十首前十名歌曲的專輯。〈薰衣草薄霧〉連續兩週進入百大熱門榜的前 10 名，與〈反英雄〉、〈絢麗奪目〉和〈午夜的雨〉並列。 在作為《午夜》的第二首主打單曲發行後，〈薰衣草薄霧〉在流行歌曲榜上排名第 15 位，並在成人流行歌曲榜上排名第 20 位。

## 製作團隊
名單來自Pitchfork及《午夜》專輯所附的內容介紹
- Taylor Swift  – 聲樂、詞曲作家、製作人
- Jack Antonoff – 詞曲作家、製作人、工程、鼓、編程、打擊樂器、合成器、juno 6、mellotron、沃立舍電鋼琴、和聲、錄音
- Zoë Kravitz – 詞曲作家、和聲
- Sounwave – 詞曲作家、製作人、編程
- Jahaan Sweet – 詞曲作家、製作人、工程、鼓、貝斯、bass pad、長笛、juno 6、錄音
- Sam Dew – 詞曲作家和聲、錄音
- Braxton Cook – 額外製作人
- Dominik Rivinius – 小鼓
- Laura Sisk – 工程、錄音
- Ken Lewis – 工程、錄音
- Megan Searl – 工程協助
- Jon Sher – 工程協助
- John Rooney – 工程協助
- Mark Aguilar – 工程協助
- Jonathan Garcia – 工程協助
- Serban Ghenea – 混音工程
- Bryce Bordone – 混音工程協助
- Randy Merrill – 母帶處理

## 榜單
| Chart (2022–2023)                    | Peak position |
| ------------------------------------ | ------------- |
| 阿根廷（Argentina Hot 100）          | 70            |
| 澳大利亚（澳大利亚唱片业协会單曲榜） | 2             |
| 奥地利（Ö3四十强单曲榜）             | 15            |
| 比利时佛兰德（Ultratop五十强单曲榜） | 49            |
| 加拿大（Canadian Hot 100）           | 2             |
| 加拿大（《告示牌》Canada CHR）       | 25            |
| 加拿大（《告示牌》Canada Hot AC）    | 25            |
| 克羅埃西亞 (Billboard)               | 17            |
| 捷克（百強數位單曲榜）               | 18            |
| 丹麥(Tracklisten)                    | 27            |
| 法国（法國唱片出版業公會單曲榜）     | 78            |
| 德国（德國官方單曲榜）               | 71            |
| 全球（Billboard Global 200）         | 2             |
| 希臘國際榜 (IFPI)                    | 6             |
| 香港 (Billboard)                     | 17            |
| 匈牙利（四十強串流榜）               | 26            |
| 冰島 (Plötutíðindi)                  | 9             |
| 印度 (IMI)                           | 6             |
| 印尼 (Billboard)                     | 25            |
| 愛爾蘭（愛爾蘭唱片音樂協會单曲榜）   | 2             |
| 義大利 (FIMI)                        | 63            |
| 立陶宛 (AGATA)                       | 14            |
| 盧森堡 (Billboard)                   | 12            |
| 馬來西亞 (Billboard)                 | 5             |
| 馬來西亞國際榜 (RIM)                 | 4             |
| 荷兰（百强单曲榜）                   | 22            |
| 新西兰（新西兰唱片音乐协会单曲榜）   | 2             |
| 挪威（世道單曲榜）                   | 13            |
| 菲律賓 (Billboard)                   | 3             |
| 葡萄牙（葡萄牙唱片業協會单曲榜）     | 7             |
| 新加坡 (RIAS)                        | 4             |
| 斯洛伐克 (Singles Digitál Top 100)   | 22            |
| 南非 (RISA)                          | 10            |
| 南韓 (Circle)                        | 181           |
| 西班牙（西班牙音樂製作協會）         | 36            |
| 瑞典（瑞典最熱榜）                   | 18            |
| 瑞士（瑞士热门音乐榜）               | 18            |
| 英國（官方榜单公司單曲榜）           | 3             |
| 美国（《告示牌》百大單曲榜）         | 2             |
| 美國（《告示牌》Adult Pop Airplay）  | 18            |
| 美國（《告示牌》Pop Airplay）        | 15            |
| 越南 (Vietnam Hot 100)               | 8             |

## 認證
| 地區                           | 认证 | 认证单位/销量 |
| ------------------------------ | ---- | ------------- |
| 澳大利亚（澳大利亚唱片业协会） | 金   | 35,000‡       |
| 加拿大（加拿大音乐协会）       | 白金 | 80,000‡       |
| 英国（英国唱片业协会）         | 银   | 200,000‡      |
| ‡僅含認證的+實際銷量           |      |               |

## 發行歷史
| 地區 | 日期                | 形式         | 唱片公司 | 參考   |
| ---- | ------------------- | ------------ | -------- | ------ |
| 美國 | 2022 年 11 月 29 日 | 當代流行電台 | 聯眾唱片 | [ 31 ] |